# آلان جاجولييف
آلان جاجولييف (مواليد 6 فبراير 1981) هو ضابط مخابرات وسياسي من أوسيتيا الجنوبية.